# فهرست استانداران آذربایجان غربی
این فهرست اسامی استانداران استان آذربایجان غربی، (از سال تشکیل استان در سال ۱۳۱۱ تاكنون) می‌باشد. 
در سال ۱۳۱۱ شمسی، ارومیه و ۵ شهر از توابع آن شامل خوی، شاپور (سلماس)، سلدوز (نقده)، ساوجبلاغ (مهاباد) و ماکو در تقسیمات کشوری و سیاسی به صورت یک استان مستقل رسمیت یافت که از آن زمان به بعد در مورد استانداران آذربایجان باختری، در پایتخت تصمیم‌گیری شد. استان آذربایجان غربی از سال ۱۳۱۱ تا ۱۳۹۶، ۳۳ دوره استاندار یا سرپرست استانداری داشته که ۱۸ نفر از آن‌ها تا سال ۱۳۵۷ و قبل از انقلاب ۴۶ سال مسئولیت داشته‌اند.

## حکومت پهلوی
| نام                        | شروع             | پایان           |
| -------------------------- | ---------------- | --------------- |
| سرلشکر عبدالله امیرطهماسبی |                  |                 |
| محمد ساعد                  | ۱۳۱۱             | ۱۳۱۲            |
| سرتیپ مظفر اعلم            | ۱۳۱۲             |                 |
| محمد عامری                 | ۱۳۱۳             |                 |
| سید مهدی فرخ               | ۱۳۱۳             |                 |
| حسین سمیعی                 | ۱۳۱۵             | ۱۳۱۶            |
| سرتیپ مظفر اعلم            | ۱۳۱۶             |                 |
| عبدالله مستوفی             | ۱۹ بهمن ۱۳۱۶     | ۷ مرداد ۱۳۱۸    |
| حسین سمیعی                 | ۷ مرداد ۱۳۱۸     | ۱۳۲۰            |
| امان‌الله اردلان            | ۲۰ شهریور ۱۳۲۰   | ۲۴ مهر ۱۳۲۰     |
| سرتیپ محمدصادق کوپال       | ۲۴ مهر ۱۳۲۰      | ۱۳۲۱            |
| اسماعیل مرزبان             | ۱۳۲۱             | ۱۳۲۳            |
| سرهنگ علی‌اکبر درخشانی      | تیر ۱۳۲۳         | اوایل ۱۳۲۴      |
| علی‌اکبر ملکی               | ۱۹ شهریور ۱۳۳۷   | ۱۳۳۹            |
| شاپور میهن                 | ۱۳۳۹             | ۱۳۴۰            |
| سرلشکر غلامحسین دیلمی      | ۱۰ اردیبهشت ۱۳۴۰ | ۱۳۴۳            |
| ابراهیم همایون‌فر           | ۱۷ تیر ۱۳۴۳      | ۱ خرداد ۱۳۴۶    |
| غلامرضا کیانپور            | ۱ خرداد ۱۳۴۶     | ۱ اردیبهشت ۱۳۵۰ |
| عبدالعلی دهستانی           | ۱ اردیبهشت ۱۳۵۰  | ۲۱ آبان ۱۳۵۷    |
| سپهبد کریم ورهرام          | ۲۱ آبان ۱۳۵۷     | ۲۲ بهمن ۱۳۵۷    |

## جمهوری اسلامی ایران
| نام                             | شروع          | پایان         | مدت | دوره                |
| ------------------------------- | ------------- | ------------- | --- | ------------------- |
| اسماعیل اردلان (سرپرست)         | ۶ اسفند ۱۳۵۷  |               |     |                     |
| محمد مهدی عباسی                 | ۲۱ اسفند ۱۳۵۷ |               |     |                     |
| جمشید حقگو                      | ۲۸ خرداد ۱۳۵۸ |               |     |                     |
| حسین طاهری                      | ۲۹ تیر ۱۳۵۹   |               |     |                     |
| اصغرابراهیمی اصل                | ۲۵ خرداد ۱۳۶۰ |               |     |                     |
| علیرضا شیخ عطار                 | ۲۷ دی ۱۳۶۰    |               |     | سید علی خامنه‌ای     |
| زین العابدین میریوسفی عطائی     | ۱۹ آذر ۱۳۶۴   |               |     | سید علی خامنه‌ای     |
| قربانعلی سعادت                  | ۶ آبان ۱۳۶۹   |               |     | اکبر هاشمی رفسنجانی |
| علی‌محمد غریبانی                 | ۲۱ مهر ۱۳۷۶   | ۳۰ خرداد ۱۳۷۸ |     | سید محمد خاتمی      |
| سید محمود میرلوحی               | ۵ تیر ۱۳۷۸    | ۲۳ دی ۱۳۸۰    |     | سید محمد خاتمی      |
| جمشید انصاری                    | ۲۳ دی ۱۳۸۰    | ۱۷ مهر ۱۳۸۴   |     | سید محمد خاتمی      |
| رحیم قربانی                     | ۱۷ مهر ۱۳۸۴   | ۲۹ مهر ۱۳۸۸   |     | محمود احمدی‌نژاد     |
| وحید جلال‌زاده                   | ۲۹ مهر ۱۳۸۸   | ۲۹ آبان ۱۳۹۲  |     | محمود احمدی‌نژاد     |
| قربانعلی سعادت                  | ۲۹ آبان ۱۳۹۲  | ۱۹ مهر ۱۳۹۶   |     | حسن روحانی          |
| محمدمهدی شهریاری                | ۱۹ مهر ۱۳۹۶   | ۲۵ مهر ۱۴۰۰   |     | حسن روحانی          |
| محمدصادق معتمدیان               | ۲۵ مهر ۱۴۰۰   | ۱ آبان‌ ۱۴۰۳   |     | سید ابراهیم رئیسی   |
| رضا ابراهیمی آغ‌اسمعیلی (سرپرست) | ۱ آبان ۱۴۰۳   | ۱۴ آذر ۱۴۰۳   |     | مسعود پزشکیان       |
| رضا رحمانی                      | ۱۴ آذر ۱۴۰۳   | متصدی         |     | مسعود پزشکیان       |